# ساماچوالاویچی
ساماچوالاویچی (به لاتین: Samachvalavičy) یک منطقهٔ مسکونی در بلاروس است که در منطقه مینسک واقع شده‌است.